# Asphaltnacht
Asphaltnacht ist ein Film von Peter Fratzscher, von dem Drehbuch und Regie stammen. Die Produktion lag bei tura-film München für das ZDF. Kameramann war Bernd Heinl.

## Handlung
Während einer Nacht in Berlin begegnen sich ein 17-jähriger Punk und ein etwa 30-jähriger Altrocker. Nach anfänglichen tiefen Konflikten zwischen zwei Generationen von Rockmusikern entdecken die beiden die Musik als verbindendes Element und werden im Laufe der Nacht zu Freunden.
Angel, ein dreißigjähriger Rockveteran, liegt – quer über die Vordersitze ausgestreckt – in seinem alten Ford Mustang, liest in Sounds von den sich ändernden Zeiten und hört aus dem Radio eine Stimme, die von den Trompeten und einstürzenden Mauern Jerichos erzählt. Kopfschüttelnd schiebt er eine Kassette in den Recorder, als eine Abrissbirne das alte Haus in der Nähe zum Einsturz bringt. Angel lacht auf – die Dinge passen wieder.
Er fährt zum Musikstudio. Die Musiker hängen gelangweilt herum; das Groupie Nelly wartet auf die Stars, die nicht kommen; Frank, Discoproduzent und Partner Angels, agiert großmäulig; L.A. Peters, ein heruntergekommener Schreiber, füllt sich allmählich ab. Angel glaubt, dass L.A. ihm den fehlenden Refrain für seinen Song schreiben kann; L.A. winkt ab – zu mehr als "Yes Sir, I Can Boogie" langt's bei ihm nicht mehr. Als zwei smarte Musikfunktionäre samt zugehörigem Damenduo auftauchen und alle beginnen devot zu werden, verschwindet Angel.
Er trifft auf Johnny, der sich vor einem Gewitter in Angels Wagen geflüchtet hat, und nun dort sitzt und nichts anderes zu tun hat, als sich Angels Sorgen anzuhören. "'n bisschen zu sentimental" meint er, aber eine andere, schnellere Version gefällt ihm... Johnny ist siebzehn, von lässiger, natürlicher Kühle, Frauenverächter und illusionslos, falls es diesen Begriff für ihn überhaupt gibt. Anfangs betrachtet er Angel als ein melancholisches Fossil, aber nach und nach wächst sein Respekt für den "Rockveteran"; Johnny ist für Angel jemand, der er selbst nie sein konnte: einer, der einfach handelt.
Ab diesem Moment zufälliger Begegnung wird Rockmusik die beiden zusammenhalten: die Rockmusik, die früher gemacht wurde und als deren Erbe sich Angel fühlt; die Rockmusik, die sie jetzt und hier zum Überleben brauchen wie ihr tägliches Brot; die Rockmusik, die noch zu machen ist, damit aus dem Überleben wieder ein Leben wird. So bleiben sie zusammen und starten eine Reise durch die Situationen der Nacht und der Rockmusik. Angels Wagen wird für sie zum Transportmittel, Aufenthaltsort, Musiksaal, Schlupfwinkel und Fluchtmittel – und am nächsten Morgen für Johnny fast zum Sarg.
Beide sind ziemlich abgebrannt und fahren bei Angels Schwester vorbei, die in einer Peepshow arbeitet und ihren Bruder von Zeit zu Zeit mit Geld versorgt. In einem Hamburger Laden geraten sie mit den "Westend-Angels", einer Rockergruppe, aneinander, werden von ihnen verfolgt und später in einer Kirche, wo ein Freund Angels Organist ist und in der Nacht kirchenfremde Musikübungen betreibt, gestellt. In kalter Wut schlägt Angel den Anführer der Bande zusammen. Johnny kann sich durch den Einsatz von Gesangbüchern als Wurfgeschossen vor einem drohenden Stilett retten.
Langsam formt sich aus den Aktionen und Bildern dieser Nacht, aus den Begegnungen mit Engeln und Geistern, mit Huren und Zuhältern, mit Wahnsinnigen und Normalen, mit Müden und Wachen und mit Verhungernden und Übersättigten – Zeile für Zeile – Angels Song.
Bei der Schlägerei ist Johnny verletzt worden. Debbie, eine Freundin Angels aus 68er Zeiten, jetzt in einer Disco beschäftigt, nimmt sich der Wunden an. Während Angel mit dem "verrückten" Saxophonisten Kamikaze in einem Betontunnel ein rituelles Autorennen fährt – um sich so die Kasse aufzubessern –, trudeln Frank und L.A. in der Disco ein, um dem Publikum eine Disco-Version von Angels Song vorzustellen.
Johnny, der nie bereit war, für jemanden anderen etwas zu tun, verhindert diese Premiere. L.A. drückt ihm einen Fetzen Papier in die Hand – es ist ihm doch noch ein Refrain eingefallen:
"Angel's love and Angel's hate
Angel's blood and Angel's fate
Angel's heart is Angel's light
Angel's soul is Angel's night."
Johnny zieht los und klaut einen batteriebetriebenen Verstärker. Auf dem Dach eines Parkhauses baut er sich und den Verstärker vor Angels Mustang auf. Als Angel zum Treffpunkt kommt, tönt ihm zwischen den nächtlichen Betonwänden Johnnys Gitarre und L.A.'s Refrain entgegen. Das war's, was Angel noch zu seinem Song gefehlt hat.
Sie rasen zum Studio – eine unheimlich freudige Power kommt in den beiden hoch und entlädt sich in wechselseitig gespielten Gitarrensoli. Dann singt Angel den neuen Text – und zum ersten Mal hören wir die Hymne "Angel's Night" vollständig. Frank und L.A. kommen zurück ins Studio; die stehen hinter der Glasscheibe, hören zu und spüren und wissen: jetzt steht der Song und er ist gut. Und "Rock'n'Roll ist bigger than all of us!"
Während Angel das Band abhört, erfährt Johnny draußen im Wagen durch Nelly eine für ihn ganz neue Zärtlichkeit. Dann steht Angel vor ihm, und übernächtigt fahren sie irgendwohin frühstücken. Beiläufig durch einen dummen Zufall herbeigeführt, kommt Johnny fast um. Mit dem Tag hat sie auch das Leben wieder eingeholt. Aber, wie Johnny meint: "It's only Rock'n'Roll!"

## Produktion

### Besetzung
Die Hauptrolle des Angel spielt Gerd Udo Heinemann, der nie wieder als Filmschauspieler aufgetreten ist. Die zweite Hauptrolle des Johnny wird von Thomas Davis verkörpert, der ebenfalls nur eine kurze Schauspielkarriere verfolgte. Er spielte nach Asphaltnacht nur noch einen Sensationsreporter in Eckhart Schmidts Film Die Story.
In einer kleinen Nebenrolle als Dealer ist Eff Jot Krüger, der damalige Gitarrist von Ideal zu sehen. Die „Kleine“ spielt Christina Plate, eine ihrer ersten Rollen. In einer weiteren Nebenrolle tritt das spätere Playmate Petra Jokisch auf.

### Filmmusik
Die Filmmusik wurde hauptsächlich von Lothar Meid komponiert. Der Titelsong Angel’s Night stammt auch von ihm und wurde von Gerd Udo Heinemann interpretiert. Die Texte der Songs stammen von Peter Fratzscher, Lothar Meid und Tom Winter.
Der Titelsong wurde von Phonogram 1981 als Single veröffentlicht, später folgte auch eine Maxi-Version mit dem vollständigen Gitarrensolo.

### Veröffentlichung
Am 16. Oktober 1980 hatte der Film im ZDF seine Erstausstrahlung. Er ist in der Folgezeit nie wiederholt worden. Aktuell ist er in sehr schlechter Qualität auf YouTube zu finden.

## Rezeption
„Trotz allzu abstrakter Dialoge und der etwas fragwürdigen Utopie gibt der Film einen realistischen Einblick in die Identitätssuche wirklichkeitsentfremdeter Jugendlicher und versucht, ein Lebensgefühl erfahrbar zu machen.“